# Conway (Iowa)
Pour les articles homonymes, voir Conway.

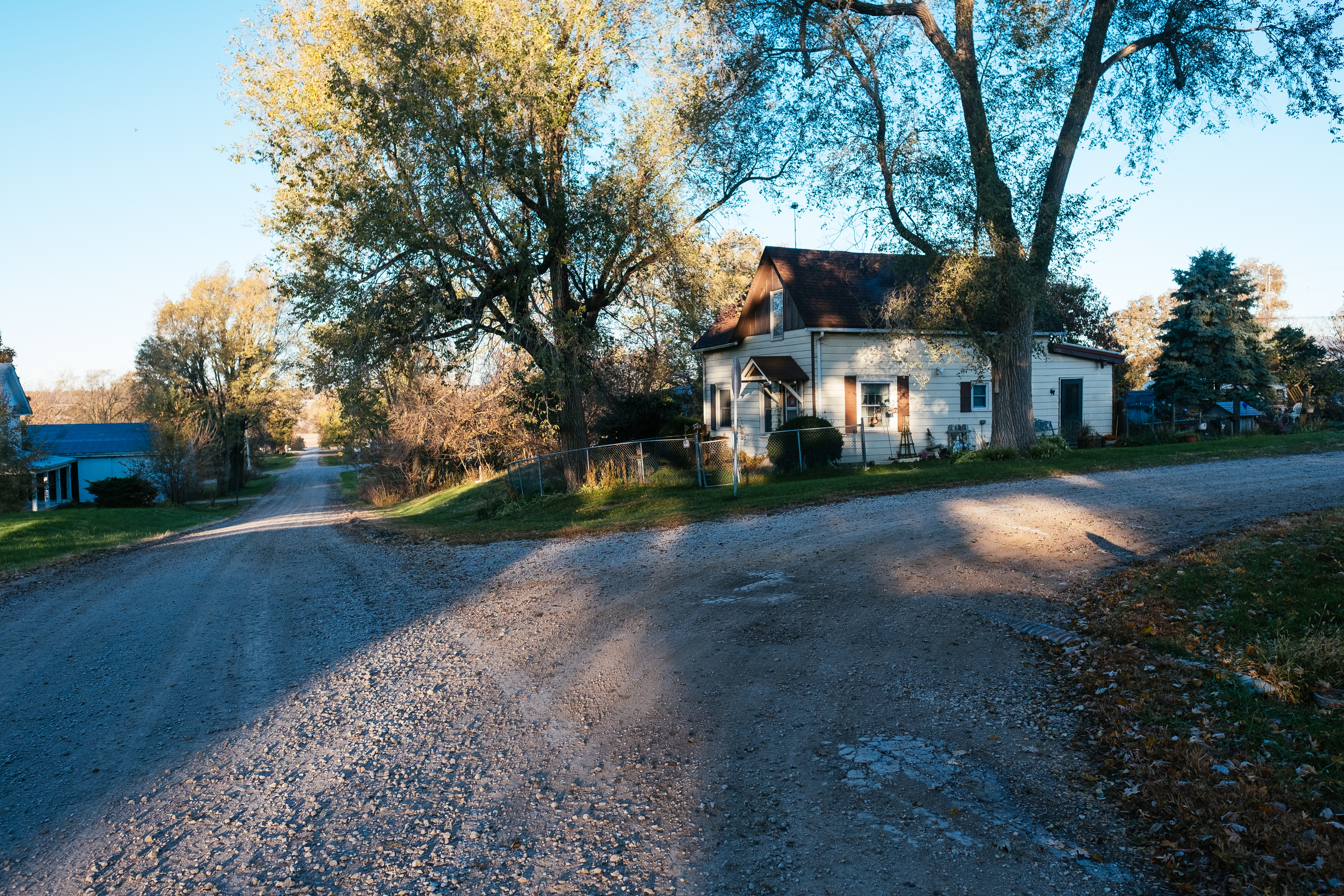

Conway est une ville du comté de Taylor, en Iowa, aux États-Unis. Elle est fondée en 1872 et incorporée le 27 décembre 1878. 

## Source de la traduction
- (en) Cet article est partiellement ou en totalité issu de l’article de Wikipédia en anglais intitulé « Conway, Iowa » (voir la liste des auteurs).